# 周程宇
周程宇（英語：Vitas Chau Ching Yu，1994年12月15日—），香港男主持、演員、商人和意見領袖，曾是無綫電視旗下網上直播兼社交平臺 big big channel 自由合約藝人。

## 簡歷
周程宇畢業於天主教伍華小學及天主教伍華中學，其後先修讀香港專上學院服務管理高級文憑，再入讀香港理工大學物業管理學系。他就讀中一時已加入校內田徑隊，曾參與多場公開比賽，2013年更在香港業餘田徑總會主辦的「香港田徑錦標賽2013」中以「14米95」成績刷新當時港青紀錄。2016年，他創立自家品牌 Uni-Audio，專門在網上發售特色耳機，2017年則透過無綫電視旗下網上直播兼社交平臺 big big channel 及清談節目《#後生仔傾偈》，成為其中一位意見領袖。
2018年初，周程宇亦創立市場策劃公司，主要工作範疇為網絡紅人推廣、意見領袖廣告構思和提供專業模特兒等；2019年在完成《#後生仔傾吓偈》第364集節目錄影後，便以發展個人生意為由，選擇離開無綫電視。2020年5月，他又與朋友建立冷氣機清潔公司「清潔鴨」。

## 演出作品

### 劇集
| 首播            | 劇名         | 角色            |
| big big channel |              |                 |
| 2018年          | 我老細唔係人 | 同 事（第12集） |

### 綜藝節目
| 首播          | 節目名      | 備註         |
| 無綫電視      |             |              |
| 2017 - 2019年 | #後生仔傾偈 | 意見領袖之一 |

### 微電影
| 首映     | 電影名         | 角色                |
| 無綫電視 |                |                     |
| 2019年   | 一代宗獅迎新歲 | 舞獅隊隊員（第2集） |

### 音樂錄像
- 2018年：鄭俊弘《星光》

### 廣告
| 年份   | 內容                                                                   |
| 2016年 | The Artist「比利時手工啤酒 - A Touch Of Artistry」（平面廣告）         |
| 2017年 | 迪士尼探索家度假酒店「3大難忘位 - 香港親子度假、慶祝勝地」（平面廣告） |
| 2018年 | 史雲遜護髮中心「Vitas 分享『護髮計』 - 後生仔傾句偈：護髮篇」          |

## 曾獲獎項與提名
| 年份   | 獎項                                         | 結果 |
| 2018年 | 2018香港電視大獎「新人獎 - 《#後生仔傾偈》」 | 提名 |

## 外部連結
- 周程宇-Vitas Chau的Facebook專頁
- Vitas Chau的Facebook專頁
- 周程宇的Instagram帳戶
- Uni-Audio的Facebook專頁
- Uni-Audio的Instagram帳戶